# اقتصاد بخش عمومی
اقتصاد بخش عمومی زیر شاخه‌ای از علم اقتصاد است که به بررسی سیاست دولت از طریق تمرکز بر شیوه‌های اقتصادی مؤثر و عادلانه می‌پردازد.
از زمان آدام اسمیت، نظریه اقتصادی بر نقش بازارهای خصوصی در عرضه کارای کالاها تأکید کرده‌است. با این حال، اقتصاددانان درصدد شناخت محدودیت‌های مهمی هستند که در شایستگی بخش خصوصی برای ایجاد پیامدهای کارا و رسیدگی به نیازهای مشخص اساسی اجتماعی، وجود دارد. تلاش برای اصلاح شکست‌های بازار به افزایش نقش دولت در اقتصاد بازار انجامیده‌است.
اقتصاد بخش عمومی مطالعهٔ خط‌مشی اقتصاد، از طریق تأکید گسترده و توجه ویژه بر موضوعاتی همانند وضع مالیات و نحوهٔ درآمدها و هزینه‌های دولت است. این شاخه از علم اقتصاد درصدد پاسخ‌گویی به موضوعاتی نظیر دلایل شکست بازار ناشی از پیامدهای خارجی و تعیین سیاست‌های مطلوب امنیت اجتماعی و اقتصادی است. به بیان دیگر اقتصاد عمومی از طریق تهیه چارچوبی به تصمیم‌گیری در خصوص نحوهٔ مشارکت دولت در بازاریابی اقتصادی و تعیین محدودهٔ حد و مرز این نقش می‌پردازد.
اقتصاد بخش عمومی مؤلف نظریهٔ رفاه اقتصادی است و اساساً در پی ابزاری است تا بتواند رفاه اجتماعی و اقتصادی را ارتقا دهد.
در مطالعه بخش عمومی، اقتصاددانان اثباتی به گستره اقدامات دولت و نتایج سیاست‌های مختلف آن توجه دارند. اقتصاددانان دستوری می‌کوشند سیاست‌های جایگزین را که امکان اتخاذ دارند، ارزیابی کنند.

## وظایف اقتصاد بخش عمومی
ریچارد ماسگریو از بزرگترین اقتصاددانان تأمین مالی بخش عمومی قرن بیستم، برای دولت سه وظیفه اقتصادی در نظر گرفت:
الف) وظیفه تخصیص
ب) وظیفه توزیع
ج) وظیفه تثبیت
امروزه فعالیت‌های دولت در هر سه شاخه به هم گره خورده‌است و نمی‌توان آنها را دقیقاً آنطوری که ماسگریو مجسم کرده‌است، طبقه‌بندی کرد. با این حال وظایف سه‌گانه ای که او برای اقتصاد بخش عمومی در نظر می‌گیرد یک راه سهل الوصول برای نگاه به هزاران فعالیتی که دولت با آن سر و کار دارد، فراهم می‌کند